# Montrouziera sphaeroidea
Montrouziera sphaeroidea är en tvåhjärtbladig växtart som beskrevs av Panch., Jules Émile Planchon och Triana. Montrouziera sphaeroidea ingår i släktet Montrouziera och familjen Clusiaceae. Inga underarter finns listade i Catalogue of Life.